# Керування мікрокліматом

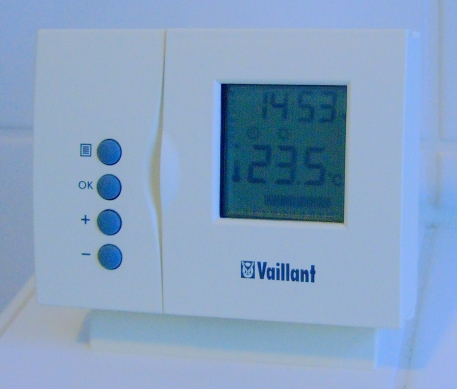
Терморегулятор

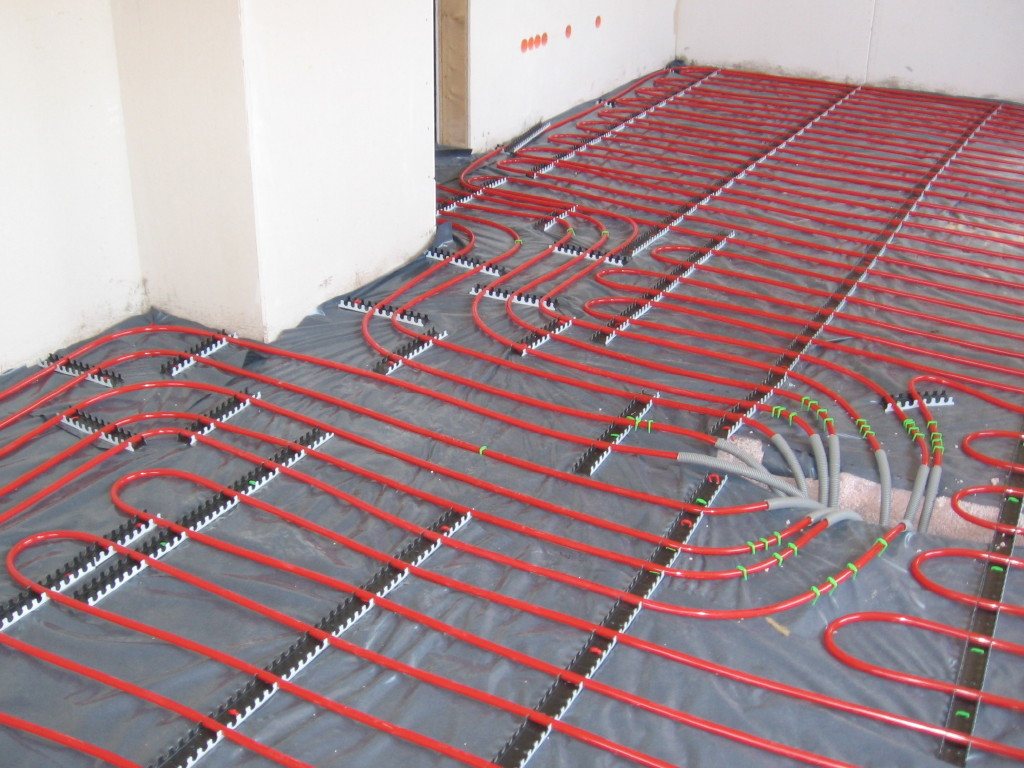
Електрокабелі, що формують систему обігріву тепла підлога

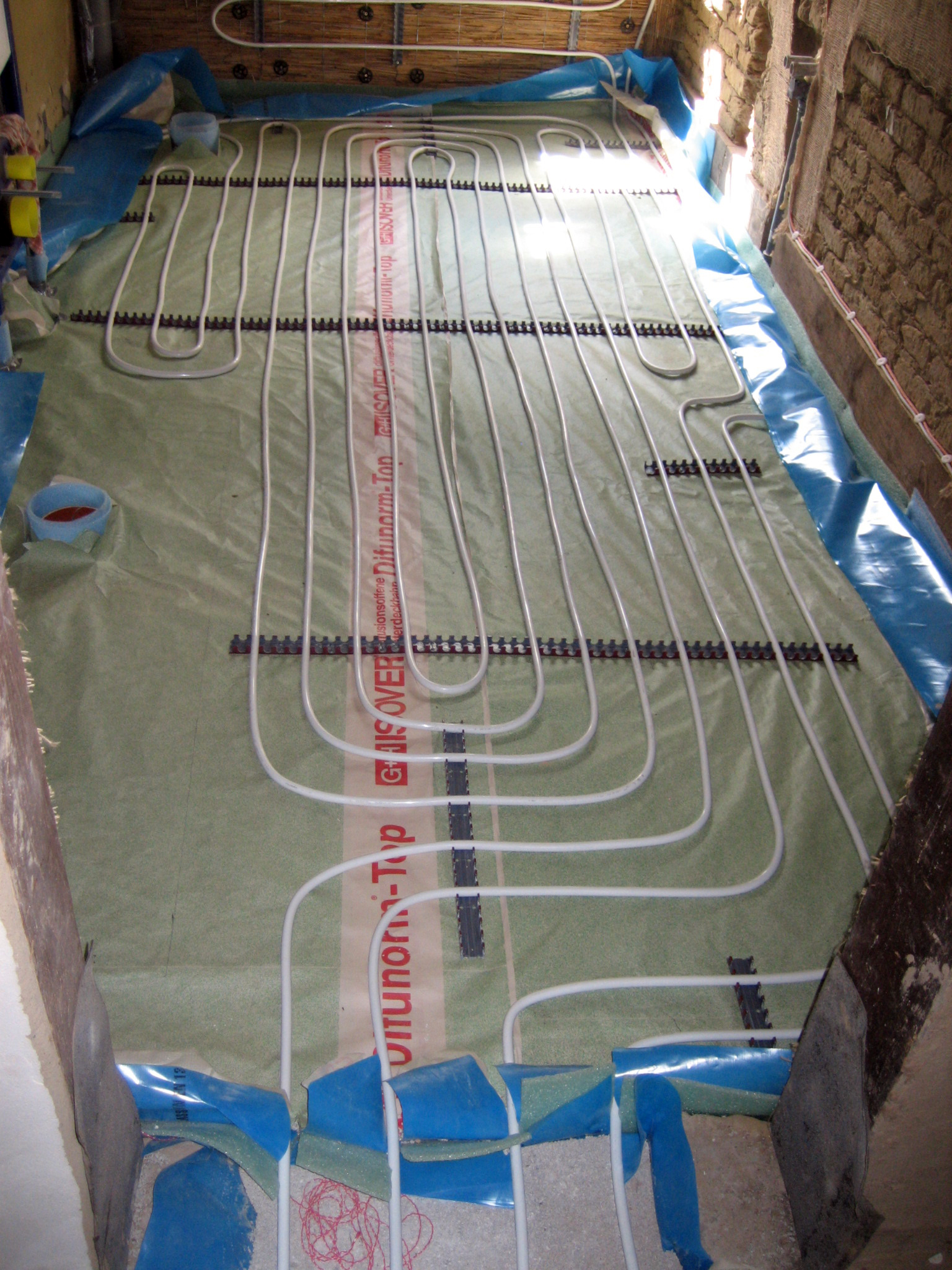
Варіант прокладення водяної теплої підлоги

Керування мікрокліматом включає в себе наступні складові:Опалення, вентиляція і кондиціонування (ОВК), (англ. абревіатура HVAC) (акронім англ. Heating, Ventilation, & Air Conditioning) — технології підтримки в певних заданих межах параметрів повітря: температури, вологості і хімічного складу у внутрішніх приміщеннях чи салоні автомобіля або іншого транспортного пасажирського засобу (клімат-контроль).
Штучне охолодження іноді додається в абревіатуру як «HVAC&R» або «HVACR», або вентиляція в абревіатурі опускається — «HACR» (акронім від англ. Heating, Air Conditioning, and Refrigeration).
Розробка систем вентиляції і кондиціонування повітря — одна з підгалузей машинобудування, заснована на принципах термодинаміки, гідродинаміки і теплопередачі.

## Цілі і завдання
Система ОВК — важливий компонент розробки промислових і адміністративних будівель, а також басейнів, де безпечні та комфортні умови щодо температури і вологості підтримуються з допомогою подачі зовнішнього повітря. Є неодмінним атрибутом сучасного розумного будинку.

## Чинники, що впливають на мікроклімат
— температура повітря;
 — відносна вологість повітря;
 — рухливість (швидкість руху) повітря;
 — концентрації шкідливостей в повітрі.
Сюди ж можна віднести такий параметр, як гучність шуму, або, звуковий тиск.
Існують два діапазони значень для кожного параметра — допустимі параметри і оптимальні параметри. Значення, що виходять за межі обох діапазонів є неприпустимими.
Всі значення параметрів мікроклімату є строго нормованими. Основним нормативним документом є Державні будівельні норми України (ДБН)
Параметри мікроклімату постійно змінюються, т. к. в приміщеннях постійно виділяються ті чи інші шкідливості.
Основними є
 — теплота — впливає на зміну температури повітря і відносної вологості;
 — волога — впливає на зміну температури повітря і відносної вологості;
 — вуглекислий газ — СО2 — необхідно видаляти, оскільки шкідливий для здоров'я;
 — інші (як правило, технологічні) шкідливості — можуть бути шкідливі для здоров'я.
При розрахунку систем вентиляції і кондиціонування слід враховувати всі ці шкідливості. Однак, основною з них є теплота.
Джерела теплоти в приміщенні поділяються на зовнішні і внутрішні.
До зовнішніх відносяться
 — надходження тепла від сонячної радіації;
 — надходження теплоти з інфільтрованим повітрям.
Зовнішні джерела теплоти є найбільш значними в плані обсягів надходжень.
До внутрішніх джерел належать
 — тепловиділення від людей, що знаходяться в приміщенні (кожна людина в процесі життєдіяльності виділяє теплоту, причому, чим активніше вона поводиться, тим більше теплоти виділяється);
 — тепловиділення від освітлення (кожен освітлювальний прилад, навіть люмінесцентна лампа, виділяє при роботі теплоту);
 — тепловиділення від обладнання, що знаходиться в приміщенні (в тому числі — технологічного).
Для правильного забезпечення параметрів мікроклімату необхідно, щоб теплота, що надходить від цих джерел, повністю видалялася з приміщення.
Людина в процесі життєдіяльності виділяє не тільки тепло, але й вологу і вуглекислий газ. У переважній більшості випадків виділення цих речовин, у порівнянні з виділеннями теплоти, мізерно малі і для їх видалення цілком вистачає провітрювання і природної вентиляції, а розрахунок систем кондиціювання проводиться на вилучення теплоти.
Однак, в деяких випадках, в приміщенні можуть бути присутні значні виділення вологи (наприклад, кухні, в тому числі і домашні, басейни тощо). У таких випадках необхідно проводити розрахунок систем вентиляції і кондиціонування повітря як на видалення теплоти, так і на видалення вологи і, як основного, вибирати варіант з найбільшим необхідною кількістю повітря, що подається.
Те ж саме можна сказати і про випадки, коли в приміщенні виділяються які-небудь технологічні шкідливості (наприклад, отруйні гази, вибухові речовини тощо).
Норма подачі свіжого повітря для дихання становить 60 м3/год на одну людину. Винятком є місця з короткотривалим (до 3 годин) перебуванням людей (кінотеатри, театри). У таких закладах норма подачі свіжого повітря становить 20 м3/год на одну людину.
Основними завданнями управління мікрокліматом (HVAC) є
- створення і підтримання комфортного для людини, рослин, тварин або матеріальних предметів (обладнання, творів мистецтва тощо) мікроклімату в межах будівлі або споруди.
- економія енергії, що витрачається на створення і підтримання мікроклімату.

Це може бути як житлове приміщення, так і салон автомобіля, іншого пасажирського транспортного засобу, споруди чи приміщення.

## Класифікація
Завдання можна умовно поділити на
- Повітрозабір
- Рекуперація тепла
- Попередній нагрів повітря
- Охолодження / Cooling
- Нагрівання повітря
- Фільтрація
- Регулювання витрат (перепаду тиску між приміщеннями)
- Фінішна фільтрація повітря
- Подача в чисте приміщення
- Витяжка
- Фільтрація / Аспірація
- Рециркуляція

## Опис систем

### Теплова обробка повітря
До теплової обробки повітря відноситься охолодження і нагрівання повітря. До регулювання вологості — осушення і зволоження.
Охолодження повітря — це видалення з нього надлишків теплоти. Нагрівання — підведення до повітря відсутньої кількості теплоти.
Теплота переходить від тіл з більшою температурою до тіла з меншою температурою. Крім того, незалежно від температури, при випаровуванні речовина завжди забирає теплоту з навколишнього середовища, а при конденсації завжди віддає теплоту. Саме на цих властивостях речовин і побудовані всі відомі способи теплової обробки повітря.
Нагрівання повітря завжди проводиться на основі різниці температур — за рахунок більш гарячої нагрівальної поверхні калорифера — будь то поверхня трубок з гарячою водою або розігріта спіраль електрокалорифера.
Охолодження повітря проводиться двома способами
 — за рахунок контакту з більш холодною поверхнею — трубки з холодною водою або фреоном в теплообміннику, чи холодна вода в зрошувальній камері;
 — за рахунок випаровування води в об'ємі повітря — так зване випарне охолодження. Такий процес відбувається у випарній камері. При цьому з форсунок розбризкується вода під дуже великим тиском і дуже дрібними крапельками. Кожна така крапелька, виходячи з форсунки і потрапляючи в камеру, де тиск значно нижче, миттєво випаровується, забираючи при цьому, теплоту із повітря. При цьому сама вода може бути не охолодженою.

### Осушення та зволоження повітря
Осушення повітря здійснюється двома основними способами
 — при контакті з холодною поверхнею, температура якої нижче температури «точки роси». При цьому волога, що міститься в повітрі, починає конденсуватися, тобто вилучатися з повітря. Контакт може бути як з трубки, в яких тече холодна вода чи фреон, так і безпосередньо з холодною водою в зрошувальній камері. Однак, при такому способі, як правило, повітря необхідно нагрівати після осушення — адже, по-перше, воно сильно охолоджується, а, по-друге, властивості повітря такі, що при низьких температурах, навіть невеликий вологовміст призводить до досить високої відносної вологості.
 — при контакті зі спеціальними речовинами — сорбентами. Як правило, це тверді солі деяких речовин, які володіють підвищеною гігроскопічністю, тобто здатністю поглинати вологу. Однак бувають і рідкі сорбенти. Слід зазначити, що при такому способі осушення температура повітря не змінюється, отже, немає необхідності догрівати повітря.
Зволоження також здійснюється двома основними способами
 — насиченою водяною парою. При цьому, пара випускається прямо в потік повітря і «розчиняється» в ньому, збільшуючи вологовміст і відносну вологість повітря;
 — при контакті з водою. Цей спосіб вже розглядався — випарне охолодження, адже випаровуючись, вода не тільки охолоджує повітря, але і зволожує його.

### Вентиляція. Системи вентиляції. Основне обладнання
Найбільш простий спосіб підтримувати параметри мікроклімату — організувати вентиляцію приміщення.
За визначенням ДБН: вентиляція — обмін повітря в приміщеннях для видалення надлишків теплоти, вологи, шкідливих та інших речовин з метою забезпечення допустимих метеорологічних умов і чистоти повітря.
Подаючи більш холодне повітря, можна зняти надлишки теплоти в приміщенні. Також, подаючи свіже повітря, можна прибрати надлишки вологи. При цьому повітря не обов'язково осушувати — адже, якщо відносна вологість зовнішнього повітря лежить в допустимих межах, то його подачею і видаленням більш вологого повітря ми вирішуємо проблему вологості.
Крім того, подача свіжого повітря — єдиний спосіб забезпечити ГДК (гранично допустимі концентрації) різних технологічних факторів, які можуть виділятися в приміщенні. І, нарешті, свіже повітря — без вуглекислого газу — необхідний для дихання людей.
Найпростіший спосіб вентиляції — провітрювання (наприклад, шляхом відкривання вікон).
Наступний етап — природна вентиляція. Саме вона проектується в звичайних квартирах (решітки у ванних кімнатах і кухнях, приплив — через нещільності у вікнах, дверях і при їх відкриванні). Природна вентиляція заснована на різниці густин теплого і холодного попітря; повітря, що видаляється, завжди тепліше, а більш тепле повітря завжди легше — отже, воно прагне вгору).
Найефективніший спосіб вентиляції — механічна вентиляція, тобто повітря приводиться в рух за допомогою вентилятора.
Вентиляційні системи поділяються на припливні та витяжні.
Припливні вентиляційні системи служать для подачі свіжого, попередньо обробленого повітря в приміщення, що обслуговуються. Відповідно, витяжні вентсистеми служать для видалення відпрацьованого повітря з приміщень. При цьому зовсім не обов'язково ці системи будуть поєднуватися. Досить часто мають місце випадки встановлення механічних припливних систем без механічного видалення.
Припливні вентсистеми містять у своєму складі припливну камеру для попередньої обробки повітря, повітроводи для транспортування повітря до місця призначення, фурнітуру (у місцях випуску повітря у приміщення). Витяжні системи мають у своєму складі повітроводи, фурнітуру і витяжні вентилятори.
Мінімальна комплектація припливної камери
 — припливна решітка;
 — протизамерзаюча рама;
 — фільтр;
 — припливний вентилятор.
Додатковими, але необов'язковими елементами можуть бути
 — секція нагрівання;
 — секція охолодження;
 — секція осушення;
 — шумоглушник.
Припливна камера може встановлюватись як під стелею безпосередньо в приміщенні, за підшивною стелею, так і в окремому приміщенні — залежить від розмірів, що, в свою чергу залежить від продуктивності.
Витяжні вентилятори можуть бути як звичайними, встановлюваними на горищі або на технічному поверсі, так і в «даховому» виконанні (встановлюються безпосередньо на плоскій покрівлі і мають горизонтальний або вертикальний випуск).
Фільтри для вентиляційних систем бувають декількох типів
 — тканинні — спеціальна синтетична тканина, натягнута на рамку;
 — рукавні — ткані «рукави» (мішки), також натягнуті на рамку;
 — масляні — самоочисні фільтри з рухомим фільтрувальним елементом. Фільтрувальний елемент — синтетична або металева сітка — постійно пропускається через ванну з маслом і, таким чином, очищається;
 — електричні — повітря пропускається послідовно через різнозараджені електричні поля, внаслідок чого пил і інші частинки осідають на стінках фільтра.
Найбільш ефективні фільтри мають коефіцієнт ефективності до 99,9 %.
Вентилятори бувають
 — відцентрові — повітря подається через бічну поверхню робочого колеса (яке схоже на «біляче колесо»). Забезпечують малі та середні витрати (до 50 000 м³/год), однак, при цьому, здатні розвивати дуже великі тиски (десятки і навіть сотні тисяч Па);
 — осьові — повітря подається по осі робочого колеса (яке схоже на літаковий пропелер). Найпродуктивніші (сотні тисяч м³/год), однак розвивають не дуже високі тиски (до 5 000 Па).
Вентиляційна фурнітура — це різного роду решітки, дифузори, клапани, тощо.
Виконують дві основні функції
 — правильна організація повітрообміну — від конфігурації решітки залежить далекобійність струменя повітря, що виходить з решітки, швидкість повітря тощо. Крім того, сучасні решітки рухливі — положення заслінок змінюється в залежності від команд автоматики;
 — естетична функція.
Секції нагрівання і охолодження у вентиляційних системах, це, як правило, звичайні трубчасті теплообмінники, найчастіше з мідних трубок з алюмінієвими
 — папір, належним чином оброблений;
 — картон;
 — тканина;
 — пластик, у тому числі металопластик;
 — різні будматеріали — цегла, азбест, цемент тощо;
 — метал — жерсть або оцинкована сталь.
Основними виробниками компонентів вентиляційних систем є
 — верхній ціновий діапазон — ABB, Air France;
 — середній ціновий діапазон — Air Trade Centre, Euro Register, Helios, Kanalflakt, Ostberg, Pyrox, Rosenberg;
 — економічний ціновий діапазон — Remak, Vortice, Twitoplast, On-line.

### Кондиціонування повітря
За визначенням ДБН: кондиціонування повітря — це автоматична підтримка в закритих приміщеннях всіх або окремих параметрів повітря (температури, відносної вологості, чистоти, швидкості руху) з метою забезпечення головним чином оптимальних метеорологічних умов, найбільш сприятливих для самопочуття людей, ведення технологічного процесу, забезпечення збереження цінностей культури.
Таким чином, кондиціонування повітря — це наступний етап у заходах по організації мікроклімату, який спрямований вже не на допустимі, а на оптимальні параметри.

#### Принцип отримання холоду. Основні компоненти холодильних машин
В системах кондиціонування повітря є одним з основних елементів є холодильна машина, або чиллер.
Вироблення холоду в чіллерах ґрунтується на властивості речовини поглинати теплоту при випаровуванні (кипінні). В циклі холодильної машини використовується не вода, а фреон — речовина, яка кипить при відносно низьких температурах.
У випарнику чиллера, який являє собою кожухотрубний теплообмінник, по трубках тече фреон, а в кожусі — охолоджувана вода. При випаровуванні фреон забирає на себе теплоту з води, тим самим знижуючи її температуру (робоча різниця температур у випарнику становить 4 — 6 °C). Використаний фреон необхідно повернути в рідкий стан. Для цього служать компресор і конденсатор чіллера. В компресорі фреон сильно стискається із підвищенням температури — тепер його можна зконденсувати за рахунок деякого охолодження. Цей процес проводиться в конденсаторі, де фреон, що тече по трубках теплообмінника, віддає тепло холодному повітрю або воді (за рахунок різниці температур) і конденсується. Тепер фреон знову переведено в рідку фазу, він має нормальну температуру, однак, все ще знаходиться під дуже високим тиском. Для того, щоб знизити тиск, призначена капілярна трубка (з дуже маленьким діаметром) або спеціальні редукційні клапани. Проходячи через них, рідкий фреон втрачає надмірний тиск (за рахунок підвищеного опору) і, вже при нормальному тиску і нормальній температурі, знову потрапляє у випарник. Цикл замикається.
Компресори холодильних машин бувають наступних типів
 — поршневі — самий старий і самий ненадійний тип компресора, найдешевший;
 — ротаційні (або роторні) — мають ротор-ексцентрик і рухливі заслінки. Не дуже надійні;
 — спіральні — один з нових типів. Надійні, але забезпечують невеликі продуктивності, тому застосовуються в маленьких машинах;
 — гвинтові — нові, надійні компресори, здатні розвивати великі продуктивності;
 — відцентрові — найбільш продуктивні.
Конденсатор холодильної машини може мати повітряне або водяне охолодження. Конденсатори з повітряним охолодженням встановлюються, як правило, безпосередньо в машині (хоча можуть бути і виносними). При цьому вони не займають зайвого місця, проте дуже сильно шумлять. Конденсатори з водяним охолодженням самі по собі дещо менше, ніж повітряні, однак, для своєї роботи, вимагають додаткового обладнання — градирню.
Градирня займає чимало зайвого місця, однак, при цьому шумить на порядок менше, ніж повітряні конденсатори, електроенергії споживає менше, ніж повітряний конденсатор (слід зазначити, що виносної повітряний конденсатор займає практично стільки ж місця, скільки звичайна градирня).
Як холодильні агенти у чиллерах застосовуються фреони — фторохлорвуглеводні. Основні марки — R22, R134a, R407c. Перший з них має найкращі теплофізичні характеристики, однак, він екологічно небезпечний, оскільки накопичується в атмосфері, після чого починає розпадатися: під дією ультрафіолетового випромінювання вступає в реакцію з атомами кисню молекул озону, руйнуючи тим самим озоновий шар. Інші екологічно безпечні, проте мають значно гірші теплофізичні характеристики.

#### Кондиціонери повітря
Кондиціонери повітря — пристрої, призначені для регулювання і автоматичного підтримання параметрів мікроклімату в закритому приміщенні.
Кондиціонери бувають наступних типів
 — віконні кондиціонери — повністю укомплектовані кондиціонери, в яких є фільтр, холодильна машина, вентилятор і, як опція, електрокалорифер. При цьому, вони дозволяють підмішувати до 15 % зовнішнього повітря. Вони найдешевші, однак «стирчать у вікнах», чим сильно псують зовнішній вигляд будівлі і конструкцію вікна і, крім того, вони самі галасливі;
 — мобільні моноблоки — за будовою вони такі ж, як і віконники, з тією лише різницею, що вони не «стирчать у вікні», а мають повітропровід, довжиною до 5 метрів, який можна приєднати до отвору в стіні, або, виставити у відкриту кватирку;
 — спліт — системи — в цих кондиціонерах є два блоки — внутрішній і зовнішній. У зовнішньому блоці знаходяться компресор і конденсатор холодильної машини (за рахунок цього велика частина шуму залишається на вулиці), а у внутрішньому — все інше. Спліти — за винятком канальних і касетних — працюють виключно на рециркуляцію. У канальних і касетних сплітах є можливість підмішувати до 15 % зовнішнього повітря;
 — канальні кондиціонери — як окремий клас спліт-систем. Вони дозволяють не тільки підмішувати зовнішнє повітря, але також можуть бути укомплектовані калориферами (електричними та водяними) — таким чином вирішується питання з опаленням взимку. Однак канальні кондиціонери роздають централізовано підготовлений повітря по мережі повітроводів. Тим самим виключається індивідуальне регулювання параметрів мікроклімату з різних приміщень;
 — центральні кондиціонери — кондиціонери для централізованої підготовки повітря з подальшою роздачею його за всіма обслуговуваними приміщень по мережі повітроводів. Здатні працювати як на рециркуляцію, так і на зовнішньому повітрі (100 %). Крім того мають функцію рекуперації теплоти і шумопоглинання. Холодильна машина поставляється окремо і не входить в комплект центрального кондиціонера. Встановлюються в спеціальних приміщеннях — вентиляційних камерах;
 — дахові кондиціонери — різновид центральних кондиціонерів. Відрізняється тим, що укомплектований холодильною машиною і не вимагає для установки окремого приміщення. Встановлюється, в основному, на дахах будівель (звідси назва). Відмітна особливість — достатньо малий напір вентилятора;
 — прецизійні кондиціонери — кондиціонери точного регулювання. Призначені для точного підтримання значень температури і вологості повітря з підвищеними вимогами до надійності обладнання. Моноблоки або з виносним конденсатором.
Основними характеристиками для кондиціонерів є продуктивність по холоду (кВт) і повітря (м3/год). Крім того, для кондиціонерів, що встановлюються безпосередньо в приміщенні (крім прецизійних), важливим є рівень звукового тиску (дБ). Для центральних, канальних і дахових кондиціонерів важливим є значення зовнішнього статичного тиску (Па). Залежно від цих характеристик підбирається конкретна модель кондиціонера. Ці характеристики впливають і на ціну кондиціонера.

#### Системи кондиціонування повітря. Переваги і недоліки різних систем кондиціонування. Основні виробники компонент систем кондиціонування
Системи кондиціонування повітря поділяються на
 — місцеві (локальні);
 — центральні.
Як «прикордонний» клас можна виділити зонально-модульні системи (типу Trane AquaStream, Daikin Hi-VRV, Mitsubishi KX тощо).
До місцевих систем відносяться
 — віконні кондиціонери;
 — мобільні моноблоки;
 — спліт-системи;
 — канальні слпіт-системи;
 — прецизійні кондиціонери.
Місцевими ці системи називаються тому, що вироблення холоду і обробка повітря проводиться в одному місці — в обслуговуваному приміщенні. Крім того, вони є однозональными, т. к. підтримують параметри тільки в одній «обслуговуваній зоні» (хоча ця зона може складатися з декількох приміщень, розташованих поряд).
Канальні спліт-системи можна назвати псевдо-центральними (повітря готується централізовано, а потім розповсюджується по приміщеннях). Іноді їх називають міні-центральними.
Переваги місцевих систем
 — мінімальні капітальні вкладення (на малих об'єктах);
 — простота монтажу;
 — велика функціональність пультів управління.
Недоліки
 — значна кількість зовнішніх блоків — ніде встановлювати, псують вигляд фасадів будівель;
 — дуже маленькі довжини фреонових магістралей — маленькі можливості свободи установки;
 — відсутність подачі зовнішнього повітря;
 — на середніх і великих об'єктах — величезні експлуатаційні витрати (собівартість отримання холоду значна вище, ніж у центральних холодильних машин); при цьому капітальні витрати часто навіть більше, ніж для центральних систем;
 — ускладнена боротьба з шумом;
 — крайня неекологічність — фреон присутній в квартирі, а, з урахуванням того, що ідеальної пайки практично не існує, то витоки фреону є практично завжди. Це, крім іншого, додатково збільшує експлуатаційні витрати.
Щодо канальних систем, то для малих об'єктів — це практично ідеальне рішення. Вони дозволяють забезпечити не тільки підтримання температури і вологості, але також і підмішування свіжого повітря. Крім того, при установці додаткового калорифера, можуть забезпечувати повноцінне повітряне опалення взимку.
Але вони мають два недоліки
 — маленьке зовнішній статичний тиск вентилятора — як наслідок, неможливість роботи з великими мережами повітроводів і занадто жорсткі вимоги до останніх;
 — неможливість встановлення індивідуальних параметрів мікроклімату для кожного приміщення.
Зонально-модульні (або мультизональні системи — дуже схожі на спліт-системи. Основна відмінність — якщо у сплітів може бути до 4-х внутрішніх блоків, то у зонально-модульних — до 36-ти. Крім того, зовнішній блок можна нарощувати і він має набагато більш гнучке регулювання потужності. Розміри фреонових магістралей — до 100 м справжні, до 50 по висоті.
Переваги зонально-модульних систем: — дуже гнучка регулювання параметрів для кожної із допустимих зон — і всі від одного зовнішнього блоку; — можливість центрального регулювання та управління всіма внутрішніми блоками з одного диспетчерського пульта.
Недоліки — все ті ж, що і для місцевих систем, за винятком кількості зовнішніх блоків і довжин магістралей; — системи дуже дорогі.
Окремо варто сказати про систему Trane AquaStream. Це зонально-модульна система, проте побудована не на фреоні, а на звичайній холодній воді. Це знімає проблеми екології і дещо додає довжини магістралей холодоагенту.
До центральних систем відносяться
 — системи на основі центральних кондиціонерів;
 — системи чиллер-фанкойл.
Центральні системи називаються так тому, що вироблення холоду і підготовка повітря здійснюються централізовано, а потім холод або оброблене повітря постачаються у всі допустимі зони і приміщення.
Системи на основі центральних кондиціонерів мають у своєму складіцентральний кондиціонер,
холодильну машину,
систему повітропроводів і повітророзподільчих пристроїв.
Холод виробляється в холодильній машині і подається в кондиціонер. У кондиціонері повітря (свіже чи рециркуляційне) повністю обробляється і по системі повітроводів подається до споживачів.
Переваги
 — система кондиціонування повітря поєднана з припливною вентиляцією — вирішується весь спектр проблем мікроклімату (у тому числі і повітряне опалення);
 — є можливість рекуперації теплоти — використання теплоти витяжного повітря без змішування його зі свіжим — саме гігієнічне рішення;
 — для середніх і великих об'єктів — витрати, як капітальні, так і експлуатаційні досить низькі. При цьому витрати на отримання холоду і доставку до споживачів — найнижчі з усіх систем;
 — досить зручні в монтажі та обслуговуванні — все обладнання стоїть в одному місці;
 — системи екологічно чисті — фреон тільки в чіллері, який стоїть поза приміщенням, де є люди.
Недоліки
 — необхідність в мережі повітроводів — не завжди є місце для їх прокладування;
 — необхідність окремого приміщення, при цьому — значного за площею;
 — неможливість встановлення індивідуальних параметрів мікроклімату для кожного приміщення.
Окремо варто сказати про системи на базі дахових кондиціонерів. Дахові кондиціонери не вимагають для своєї установки окремого приміщення і відразу укомплектовані холодильною машиною. Однак, у них досить слабкий напір вентилятора — тобто вони не можуть обслуговувати великі розгалужені мережі. В іншому — те ж, що і на основі центральних кондиціонерів.
Системи чілер-фанкойл — також відносяться до центральних систем. Холод виробляється в центральній холодильній машині і потім транспортується до споживачів за допомогою холодної води по мережі трубопроводів. У кожному обслуговуваному приміщенні встановлюється фанкойл — вентиляторний доводчик, який обробляє повітря до потрібних параметрів.
Фанкойл — це теплообмінник, скомплектований в одному корпусі з вентилятором і має автоматику регулювання. При цьому він може працювати як на рециркуляцію, так і на свіжому повітрі (до 100 %) — для цього необхідна припливна вентсистема або отвори в стінах.
Крім того, фанкойли можуть бути як із холодною, так і гарячою водою, що дає можливість забезпечувати повітряне опалення. Також, може мати додатковий електричний калорифер (якщо немає можливості підвести гарячу воду). За типом установки бувають настінні, підлогові, підстелеві, прихованої установки, касетні, канальні. Можуть комплектуватися як осьовими, так і центрбіжними вентиляторами.
Переваги
 — система кондиціонування повітря може бути поєднана з припливною вентиляцією — вирішується весь спектр проблем мікроклімату (в тому числі і повітряне опалення);
 — індивідуальне регулювання параметрів для кожного приміщення;
 — для середніх і великих об'єктів — витрати, як капітальні, так і експлуатаційні досить низькі;
 — зручні в монтажі;
 — система легко переконфігурується і легко демонтується;
 — системи екологічно чисті — фреон тільки в чіллері, який стоїть поза приміщення, де працюють люди.
Недоліки
 — необхідність додаткової мережі трубопроводів для холодної води;
 — досить високі капітальні витрати.
Основними виробниками компонентів для систем кондиціонування повітря є
 — верхній ціновий діапазон — ABB, Carrier Daikin, PM-Luft, Trane, York;
 — середній та економічний ціновий діапазон — Airedale, Airwell, CIAT, Climaveneta, Clivet, Fujitsu General, McQuay, Mitsubishi, Toshiba і ін
 — прецизійні кондиціонери — Airedale, ALKO-Tech, Carrier, Isovel, Trane.

#### Особливості вентиляції і кондиціонування деяких об'єктів
У квартирах передбачається, як правило, природна вентиляція. Якщо влаштовується система кондиціонування — це спліт-системи (аж до канальних, з припливом зовнішнього повітря і підігрівом).
В офісах бажано передбачати подачу зовнішнього повітря в розмірі 60 м3/год на людину (норма на дихання). При цьому, найбільш доцільно, організувати подачу безпосередньо в приміщення, що обслуговуються, а видалення — через перетічні решітки з коридору. Це дозволить уникнути можливих проблем з перенесенням повітря з шкідливостями з сусідніх приміщень та з коридору. Також, слід передбачати автономні витяжні системи в туалетах, з припливом у коридорах. Кондиціонування може здійснюватися будь-якими способами — від віконних кондиціонерів, до центральних систем — все залежить від економічних розрахунків для кожного конкретного об'єкта.
У готелях найбільш доцільним є використання систем чіллер-фанкойл. При найкращій гнучкості системи, вона може поєднуватися з припливною вентиляцією і, при наявності додаткової автоматики, може регулюватися з центрального диспетчерського пульта. При проектуванні вентиляції для готелів слід передбачати звичайну норму повітря на дихання. При цьому, як і для офісів, подачу необхідно здійснювати безпосередньо в обслуговуване приміщення, а видалення краще робити з коридорів.
В підприємствах громадського харчування, там де є кухня (гарячий цех), за нормами необхідно подавати 60 % розрахункової кількості повітря для кухні безпосередньо в саму кухню, а 40 % — в торговий зал (туди, де їдять). Видалення — 100 % з кухні. При цьому, кількість повітря розраховується на видалення тепло — і вологовиділень, з урахуванням місцевих відсмоктувачів над обладнанням. В торговий зал, необхідно подавати, додатково, як мінімум 60 м3/год на людину свіжого повітря (норма на дихання) та це ж кількість видаляти з самого торгового залу. Теплонадлишки в торговому залі допускається знімати кондиціонерами (у тому числі сплитами). Не допускається об'єднувати вентиляційні системи для залу й для кухні (таким чином, повинно бути 4 вентсистеми — 2 припливних (для залу й для кухні) і 2 витяжних (для залу й для кухні)). Також, столових і інших підприємствах громадського харчування забороняється влаштовувати рециркуляцію повітря.
В басейнах найбільш доцільно подавати свіже повітря тільки на дихання, а надлишки вологи видаляти за допомогою автономних осушувачів повітря. Хоча, допускається вирішувати видалення вологи повністю за рахунок припливного повітря. Також, дуже доцільним представляється осушення повітря в центральній вентиляційної установки, що працює на рециркуляцію (100 %) з наступним поверненням конденсату безпосередньо в басейн.
В підприємствах, де виділяються технологічні шкідливість (пил, газ, отруйні речовини, вибухові речовини і т. ін.) слід розраховувати системи вентиляції по забезпеченню ГДК виділяються на шкідливості. При цьому, якщо в якихось приміщеннях виділяються отруйні або вибухонебезпечні речовини, то для таких приміщень слід передбачати окремі системи припливної і витяжної вентиляції, а також аварійні системи вентиляції, на випадок відмови основної системи. Крім того, в таких дверях приміщень слід передбачати тамбур-шлюзи з 2-х кратним (за обсягом тамбура) припливом повітря (видалення з сусідніх приміщень).

## Енергозбереження
Енергозбереження є однією з пріоритетних інженерних задач при проектуванні практично будь-яких енергоспоживаючих систем.
В системах вентиляції і кондиціонування повітря є кілька шляхів енергозбереження.
Енергозбереження на етапі будівництва або реконструкції будівлі — пасивне енергозбереження.
У цю категорію входять всі без винятку заходи щодо зменшення тепловтрат і теплонадходжень, наприклад, покращене скління, сонцезахисні козирки, покращена теплоізоляція стін і покрівлі, вентильовані фасади і т. ін. Ці заходи збільшують капітальні вкладення в будівлю, проте дозволяють значно (до 80 %) зменшити капітальні та експлуатаційні витрати на системи інженерного обладнання (опалення, вентиляція, кондиціювання повітря) і, таким чином, мають дуже короткий термін окупності.
Енергозбереження в системах вентиляції. Тут існує кілька способів енергозбереження.
 — Застосування вентиляторів (відцентрових) з певною конфігурацією робочого колеса (лопатки, загнуті назад). Це збільшує рівень шуму вентилятора, однак дозволяє значно скоротити споживання електроенергії.
 — Повторне використання теплоти витяжного повітря. Найпростіший спосіб — рециркуляція (повторне використання). Це дозволяє економити тепло взимку і холод влітку. У тих випадках, коли рециркуляція неприпустима, можна використовувати рекуператори (теплообмінники типу повітря — повітря). У цьому випадку економиться тільки теплота.
 — Правильний підбір каналів — це дозволяє значно знизити втрати тиску в мережі і, як наслідок підібрати вентилятор зі значно меншим енергоспоживанням.
Енергозбереження в системах кондиціонування. Тут також існує декілька способів.
 — Утилізація теплоти після конденсаторів холодильних машин. Цей спосіб дозволяє отримувати гарячу воду для системи гарячого водопостачання та заощаджувати при цьому, до 60 % палива. Однак, витрата гарячої води в більшості випадків незрівнянно великий, у порівнянні з потребами об'єкта.
 — Використання абсорбційних холодильних машин. Їх особливість полягає в тому, що вони не мають механічного компресора і використовують для роботи теплоту. При цьому, теплота може виходити як за рахунок спалювання палива безпосередньо в машині або в котлі, так і за рахунок нетрадиційних джерел, наприклад від сонячної енергії або від геотермальних джерел. Капітальні вкладення для таких машин на 10 % вище, ніж для компресорних машин, однак експлуатаційні витрати зменшуються на величину від 30 до 90 %.
 — Використання випарного охолодження. Повітря охолоджується за рахунок випаровування в його об'ємі води. При цьому воду не потрібно охолоджувати — можна використовувати водопровідну.
 — Використання водяного охолодження конденсаторів холодильних машин. У багатьох випадках градирні використовують значно менше електроенергії, ніж повітряні конденсатори.
 — Використання водяних зволожувачів. При випарному охолодженні повітря паралельно зволожується. Отже, немає необхідності використовувати додаткову електроенергію.
 — Використання рециркуляції та рекуперації.
 — Використання акумуляторів холоду. Ці системи дозволяють покривати піки холодильної навантаження і, як наслідок, підбирати холодильну машину меншою, ніж необхідно, продуктивності. Однак, це додаткові капітальні вкладення

## Комплекси управління мікрокліматом
Управління мікрокліматом здійснюється за допомогою наступних інженерних систем: теплі підлоги (електричні та водяні), радіатори, фанкойли, системи Кондиціонер і вентиляції, зволожувачі і осушувачі повітря, іонізатори і т. д. Тому для комплексної системи управління кліматом («клімат-контролю») постає необхідність забезпечення злагодженого управління всіма цими пристроями.
При налагодженій роботі системи управління мікрокліматом різні елементи інженерних систем не повинні конфліктувати один з одним у межах заданого приміщення або споруди. При правильно налаштованому управлінні пристрої ведуть себе по-різному в різних ситуаціях: при відкритих і закритих вікнах, в присутності або відсутності в приміщенні людей, в різні періоди часу доби і дні тижня (вихідні та святкові/будні дні), в залежності від змін тарифікації на енергоносії і т. д.
Крім цього в сучасній будівлі можливо віддалено керувати кліматом через Інтернет або стільниковий телефон, або комп'ютера диспетчера.

## Особливості і переваги
Комфорт в оселі чи на робочому місці залежить від ряду чинників: температурного режиму, свіжості повітря, яскравості освітлення, іноді фонової музики, відсутності чи слабкого рівня виробничих шумів. Важливу роль відіграє зручність управління комфортними умовами
Система управління мікрокліматом самостійно створить комфортні умови для сну: вночі — прохолодніше, до ранку температура підвищиться. Під час заходів із залученням великої кількості людей система забезпечить посилену вентиляцію, що дасть відчуття свіжості і комфорту. Система клімат-контроль сама визначає, яке обладнання (радіатори опалення, теплі підлоги, електроконвектори, кондиціонери) і на яку потужність включити, щоб досягти заданих параметрів.
Система управління мікрокліматом може працювати з урахуванням зовнішніх умов навколишнього середовища (температури повітря назовні, пори року, реагувати на кліматичні зміни). Вікна автоматично зачиняються, коли починається дощ або піднімається сильний вітер. У спекотну погоду система самостійно включить кондиціонер, опустить жалюзі.
Для економії енергоресурсів, коли вдома не лишається людей, чи, навпаки, працівники полишають офіс в кінці робочого дня,- останньому, хто виходить, слід зменшити температурний режим в кожній кімнаті, обійшовши їх, і витратити як мінімум 20 хвилин на регулювання всіх давачів. При поверненні додому (чи на роботу на наступний день), необхідно повторно відрегулювати всі давічі. За допомогою системи управління «Розумного будинку» необхідно всього лише натиснути кнопку «Я пішов» біля дверей біля виходу, і система самостійно, автоматично переведе будинок в режим тепло — і енергозбереження. За дві години до повернення система підігріє будинок до комфортного режиму. Якщо виникне потреба відвідати будинок у нестандартний час, за допомогою інтернету або телефону можна підлаштувати систему так, що б вона підготувала комфортний клімат до приходу.

## Переваги централізованих систем керування мікрокліматом
- Централізоване управління всіма системами (теплою підлогою, кондиціонерами, трубною системою опалення, вентиляції);
- Взаємопов'язана робота кондиціонерів, теплої підлоги, конвекторів;
- Централізоване регулювання мікроклімату у всьому домі або індивідуально для кожної кімнати (приміщення) за вибором користувача;
- Автоматичне підтримання температури і вологості в спеціальних приміщеннях (винний погріб, галерея, бібліотека);
- Віддалене управління мікрокліматом в будинку (через інтернет, у тому числі з мобільного телефону, тощо);
- Енергозбереження до 40 %;